# Essentie
Een essentie (Latijn: essentia, van esse, zijn) is filosofisch gezien het wezen van iets, datgene wat kenmerkend (wezenlijk) is voor deze entiteit en zonder welke deze entiteit haar identiteit verliest. Essentie is datgene wat overblijft, bij Aristoteles de to ti en einai (dat wat het was bedoeld te zijn), als de randzaken of accidenten worden weggedacht. Het essentiedenken veronderstelt dat iedere gegeven entiteit wordt gekenmerkt door een zuiver wezen, omgeven door bijzaken. Het filosofische essentialisme veronderstelt dat iedere entiteit wordt gedefinieerd door een aantal noodzakelijke eigenschappen.
Voor Aristoteles bevond de essentie van een voorwerp of substantie zich in de substantie zelf, deze is immanent. Volgens de ideeënleer van zijn leermeester Plato, zijn waarneembare kenmerken van voorwerpen slechts tijdelijke manifestaties van eeuwig bestaande Ideeën of Vormen. Deze Vormen bevonden zich bij Plato dus buiten de materie, ze zijn transcendent.